# Phaneresthes flavovariegata
Phaneresthes flavovariegata är en skalbaggsart som beskrevs av Ernst Gustav Kraatz 1894. Phaneresthes flavovariegata ingår i släktet Phaneresthes och familjen Cetoniidae. Inga underarter finns listade i Catalogue of Life.